# Верхнеомка
Верхнеомка — село в Усть-Таркском районе Новосибирской области. Входит в состав Камышевского сельсовета.

## География
Площадь села — 124 гектаров.

## Население
| 2002 | 2007 | 2010 |
| ---- | ---- | ---- |
| 303  | ↘207 | ↘185 |

## Инфраструктура
В селе по данным на 2007 год функционируют 1 учреждение здравоохранения и 1 учреждение образования.